# قائمة منتجات التبغ

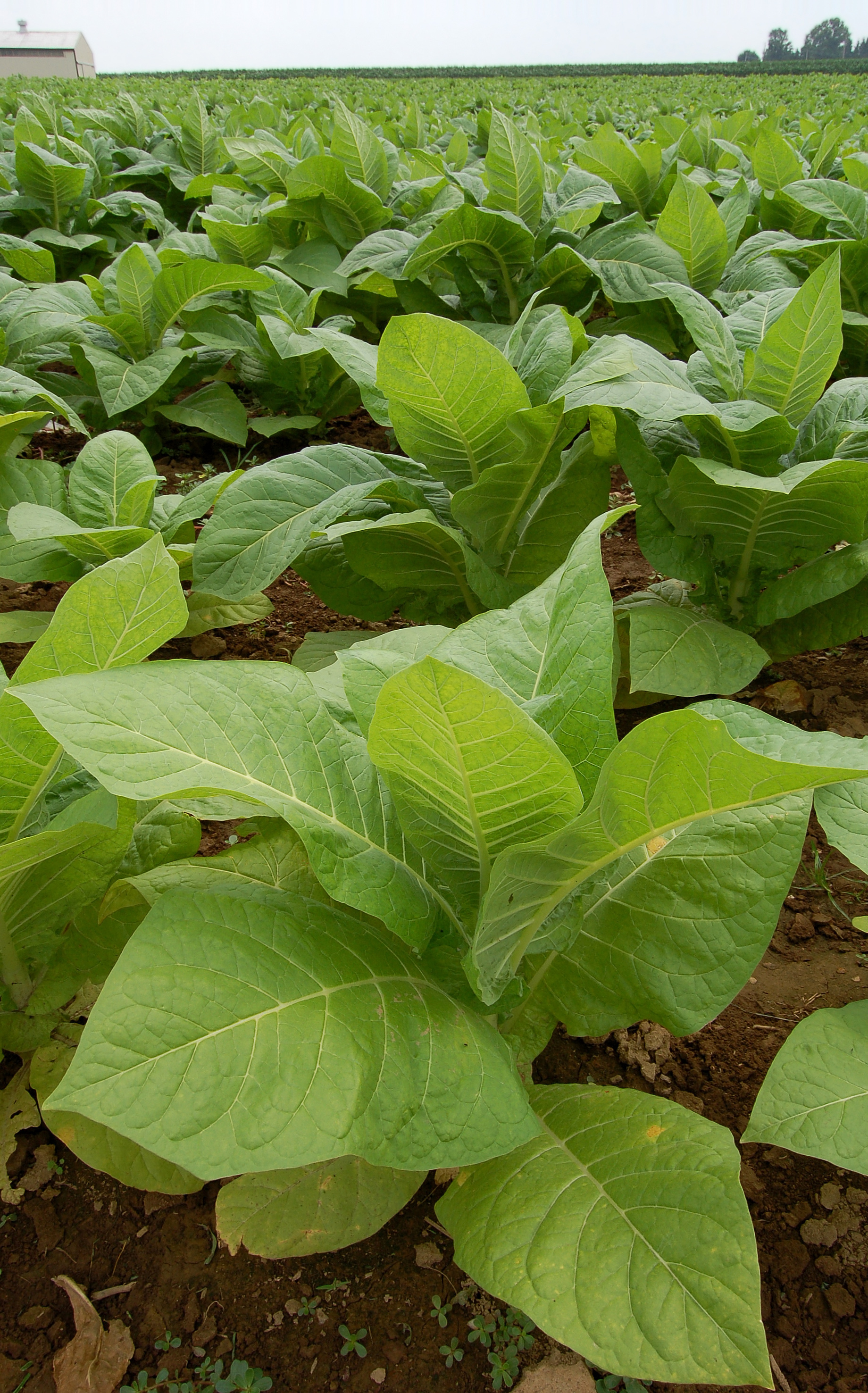
نباتات نيكوتيانا تاباكوم (التبغ المزروع) تنمو في إنتركورس ، بنسلفانيا.

التبغ هو المنتج الزراعي لأوراق النباتات من نوع نيكوتيانا ، والتي يطلق عليها عادة نباتات التبغ . تحتوي جميع أنواع نيكوتيانا على عقار النيكوتين الذي يسبب الإدمان - وهو منبه شبه قلوي موجود في جميع أجزاء النباتات باستثناء البذور، ويتركز بشكل كبير في الأوراق - والذي يختلف تركيزه بكميات متفاوتة اعتمادًا على أصناف نيكوتيانا المزروعة؛ سلالة أو نوع أو صنف التبغ المزروع والمنتج؛ والطريقة المستخدمة لعلاج ومعالجة أوراق التبغ عند حصادها.
توفر هذه المقالة قائمة بمستحضرات ومنتجات التبغ . تتضمن هذه القائمة كلاً من منتجات التبغ المخصصة للاستهلاك وتلك المخصصة للاستخدامات الأخرى. تحت عنوان منتجات التبغ القابلة للاستهلاك، تم تصنيف عدة مجموعات من منتجات التبغ في هذه القائمة. ومن بين هذه المجموعات أربع مجموعات رئيسية، تشتمل أول مجموعتان في أغلب الأحيان على أكثر الأنواع التقليدية من منتجات ومستحضرات التبغ، والتي تندرج ضمن المجموعات الفرعية الكبيرة من التبغ المدخن والتبغ عديم الدخان ؛ وتشمل الفئتان الأخيرتان تلك الأنواع من منتجات التبغ التي تم تطويرها أو اعتمادها على نطاق واسع مؤخرًا فقط: منتجات التبغ المسخّن والمنتجات التي تحتوي على النيكوتين فقط .
هناك فئة ثانوية من المنتجات المحتوية على النيكوتين فقط، وهي بدائل التبغ العشبية النيكوتينية ، وتتكون من منتجات أضيف لها النيكوتين ولكنها تتكون بشكل رئيسي من مواد عشبية أو نباتية غير التبغ.

التركيب الجزيئي للنيكوتين ، كما هو موضح باستخدام نموذج ثنائي الأبعاد. النيكوتين هو عقار ذو تأثير عقلي يسبب الإدمان بشدة وقلويد منشط، وهو المكون الرئيسي ذو التأثير النفساني في التبغ.

وفيما يلي وصف موجز لكل فئة من هذه الفئات:
- منتجات التبغ المدخن - المنتجات المحتوية على التبغ والتي تتكون من التبغ المخصص للتدخين. تشمل منتجات التبغ المدخن الشائعة السجائر والسيجار وتبغ الشيشة (المعروف بالمعسل ).
- منتجات التبغ عديم الدخان - المنتجات التي تحتوي على التبغ والمستخدمة بطريقة لا ينتج عنها دخان، مع اختلافها عن منتجات التبغ المسخن. تشمل منتجات التبغ عديم الدخان الشائعة التبغ المغمس (يسمى أيضًا العاطوس الرطب أو الغمس )، والسنوس ، والأشكال المختلفة من التبغ الممضوغ .
- منتجات التبغ المسخنة - المنتجات المحتوية على التبغ والتي تستخدم عن طريق تسخين التبغ من أجل إنتاج رذاذ أو جزيئات معلّقة يمكن استنشاقها. تُعرف أيضًا باسم منتجات التبغ الذي يتم تسخينه وليس حرقه أو السجائر عديمة الدخان ، وتشمل الخطوط الشائعة لمنتجات التبغ المسخن لفافات تبغ أيكوس وخليط التبغ الحرّ الذي يتم تبخيره في مبخرات الأعشاب الجافة باكس .
- منتجات النيكوتين فقط - المنتجات التي تحتوي على النيكوتين والتي لا تحتوي على التبغ، ويكون النيكوتين إما مستخرج من التبغ أو النيكوتين من غير التبغ، وعادة ما يكون النيكوتين الاصطناعي. تشمل المنتجات الشائعة التي تحتوي على النيكوتين فقط السائل الإلكتروني ( الذي يتم استنشاقه باستخدام السجائر الإلكترونية أو الفيب )، وأكياس النيكوتين ، وأنواع مختلفة من منتجات العلاج ببدائل النيكوتين .
  - بدائل التبغ العشبية النيكوتينية - مجموعة فرعية من المنتجات التي تحتوي على النيكوتين فقط والتي تشتمل على منتجات تتكون من مكونات عشبية أو نباتية مشبعة بالنيكوتين، بما في ذلك السجائر العشبية النيكوتينية والتبغ العشبي عديم الدخان .

## ملخص

### زراعة وأنواع التبغ
الغالبية العظمى من التبغ المتوفر تجاريًا مشتق من أصناف نيكوتيانا تاباكوم (التبغ المزروع أو التبغ المعروف)، على الرغم من أنه يتم إنتاجه بمساحة أقل إلا أنه يتم انتاجه من نيكوتيانا ألاتا، نيكوتيانا كليفلاندي، نيكوتيانا لونجيفلورا، و نيكوتيانا روستيكا، من الأنواع الأخرى.[بحاجة لمصدر] (هذا حالة خاصة في مناطق محددة، بين ثقافات معينة، أو من قبل صناعات أو أعمال مخصصة؛ على سبيل المثال، استخدام نيكوتيانا ألاتا (ن-ألاتا) لإنتاج أنواع معينة من هوكا الشيشة من قبل شركات التبغ المختلفة أو تجار التجزئة في إيران. ) ن. روستيكا (يُدعى تبغ الأزتك، التبغ القوي، ثووك لاو في فيتنام، ماباتشو في أمريكا الجنوبية، وماخوركا ( باللغة الروسية : маxорка) في روسيا) بشكل خاص يحتوي على نيكوتين أكثر بكثير من ن. تاباكوم وأنواع أخرى من نيكوتيانا، ويشكل المادة الأساسية لمجموعة من منتجات التبغ المميزة، بالإضافة إلى المنتجات غير التجارية المستخدمة في السياق التقليدي الشاماني أو الروحي أو الإنثوجيني من قبل مختلف الشعوب الأصلية في الأمريكتين. (على سبيل المثال، استخدام عاطوس رابيه ماباتشو من قبل السكان الأصليين البرازيليين. )
بمجرد زراعة التبغ وحصاده ومعالجته وتصنيعه، فإنه يستخدم لإنتاج عدد من المنتجات المختلفة، التجارية وغير التجارية. وهي غالبًا ما تكون قابلة للاستهلاك ؛ ومع ذلك، فإن التبغ والنيكوتين المستخلص منه يستخدمان أيضًا في إنتاج المبيدات الحشرية.

### المصطلح
منتجات التبغ، يستخدم هذا المصطلح للإشارة خصوصًا إلى تلك المنتجات التي تحتوي على مادة من نبات التبغ والمخصصة للاستهلاك، غالبًا ما تشير إلى مجموعتين عامتين من المنتجات: التبغ المدخن والتبغ الغير مدخن.
عندما يستخدم مصطلح منتج التبغ للإشارة إلى أي منتج يحتوي على التبغ أو النيكوتين ومخصص للاستهلاك، فإن المجموعة الثالثة والرابعة من هذه المنتجات تصبح ذات صلة، وخاصة فيما يتعلق بالأساليب الحديثة في طرق استهلاك النيكوتين: منتجات التبغ المسخنة ( HTPs ) والمنتجات التي تحتوي على النيكوتين فقط (وتسمى أيضًا منتجات النيكوتين البديلة أو ببساطة منتجات النيكوتين ) - المصطلح الأخير في حد ذاته تسمية خاطئة في الأصل، لأنه في حين أن المنتجات التي تحتوي على النيكوتين فقط لا تحتوي على التبغ، أي النيكوتين عديم التبغ، فإنها عادةً ما تحتوي أيضًا على التبغ. تحتوي على مكونات أخرى إلى جانب النيكوتين - وكلاهما يساعد على حصول المستخدم على النيكوتين مع إمكانية تقليل الضرر الناتج عن الآثار السلبية لاستخدام التبغ الغير مدخن أو استهلاك دخان التبغ. (يحتوي دخان التبغ على القطران وأول أكسيد الكربون ومكونات خطيرة أخرى؛ وبشكل عام يحتوي التبغ عادة على مستويات عالية من النتروزامين المسبب للسرطان. )
هناك عبارة أخرى تستخدم للدلالة على أنواع مختلفة من منتجات التبغ، مثل "المنتجات المشابهة للتبغ" التي تحتوي على نيكوتين صناعي أو بدون التبغ أو النيكوتين المشتق ( النيكوتين عديم التبغ، أو NTN)، وهي منتجات التبغ البديلة - وهو مصطلح شامل لأي منتج من منتجات التبغ ماعدا السجائر.
يُسمى المتخصص في التبغ ومنتجات التبغ وملحقات التبغ (الأشياء والأدوات واللوازم المرتبطة باستهلاك التبغ، وخاصة العناصر ذات القيمة التاريخية أو القيمة الممكن جمعها) -وما يسمى بالغليون وتبغ الغليون والسيجار - بما في ذلك عمليات شرائها وبيعها، اسم بائع السجائر. (قد يشير مصطلح بائع التبغ أيضًا إلى نوع العمل الذي يقوم به بائعو التبغ؛ وتشير الكلمة على الأقل إلى منافذ البيع بالتجزئة، والتي غالبًا ما تسمى متاجر الدخان أو المتاجر الرئيسية، التي تبيع عادةً منتجات التبغ إلى جانب منتجات التدخين الأخرى، والعقار النفسي القانوني، وثقافة القنب - المنتجات والأدوات المرتبطة بها والمواد الاستهلاكية وجميع التجهيزات ذات الصلة. )

### التأثيرات الصحية

#### منتجات التبغ

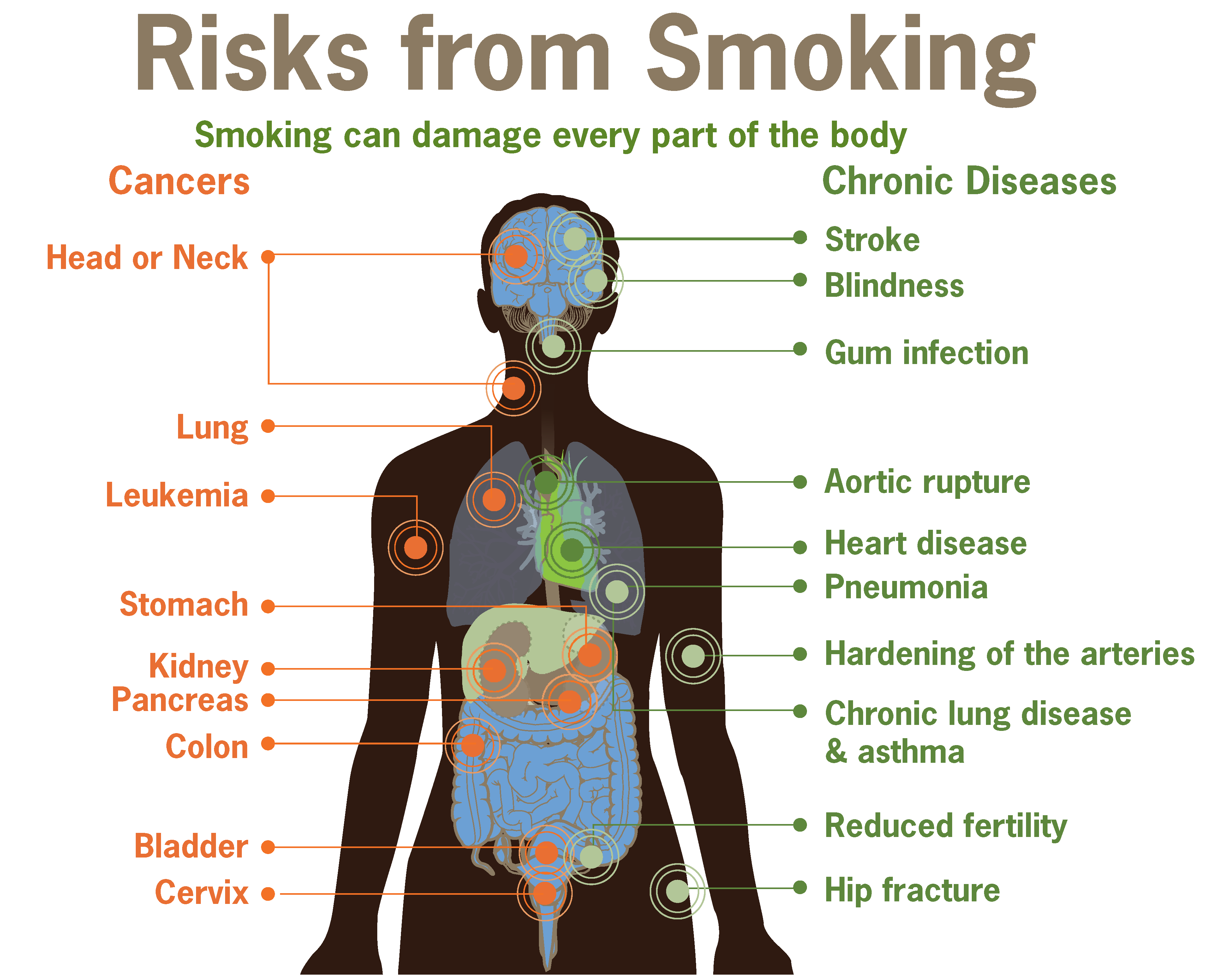
رسم تخطيطي يصور المخاطر الصحية الناجمة عن تدخين التبغ، وفي أغلب الأحيان السجائر.

الآثار الصحية لتناول التبغ ضارة جدَا: إنّ تعاطي التبغ، وخاصة تعاطي التبغ المدخن والغير مدخن، مما يساهم بتطور وتفاقم عدد لايستهان به من الأمراض، والتي قد يؤدي الكثير منها إلى الوفيات أو انخفاض متوسط العمر وجودة الحياة. النيكوتين مادة كيميائية تسبب الإدمان بشكل استثنائي، ويرتبط استهلاكها المتكرر باحتمال كبير لتطوير العوز الجسدي والنفسي للمادة. (بالإضافة إلى ذلك، يرتبط انسحاب النيكوتين بالإقلاع عن النيكوتين بعد الإدمان أو التعود على النيكوتين - وهذا يشمل التوقف عن تدخين التبغ ). )
في حين أن النيكوتين هو أحد عقاقير النشوة الأكثر استعمالًا على نطاق واسع، فإن عواقب شعبيته وإدمانه سلبية إلى حد كبير. إنّ آثار انتشار استهلاك التبغ على المجتمع تشمل على مدى بعيد المسبب الرئيسي للوفاة في جميع أنحاء العالم، والخسائر الاقتصادية، والضغوط الخطيرة على أنظمة الرعاية الصحية في مختلف البلدان.
هناك بعض الأدلة التي تشير إلى أنه عند تعاطي النيكوتين على شكل تبغ، قد تتفاعل مضادات أكسيداز أحادي الأمين التي تسمى قلويدات هارمالا الموجودة في أوراق التبغ مع النيكوتين في الجسم لزيادة تأثيره، وبالتالي الإدمان.

#### المنتجات التي تحتوي على النيكوتين فقط

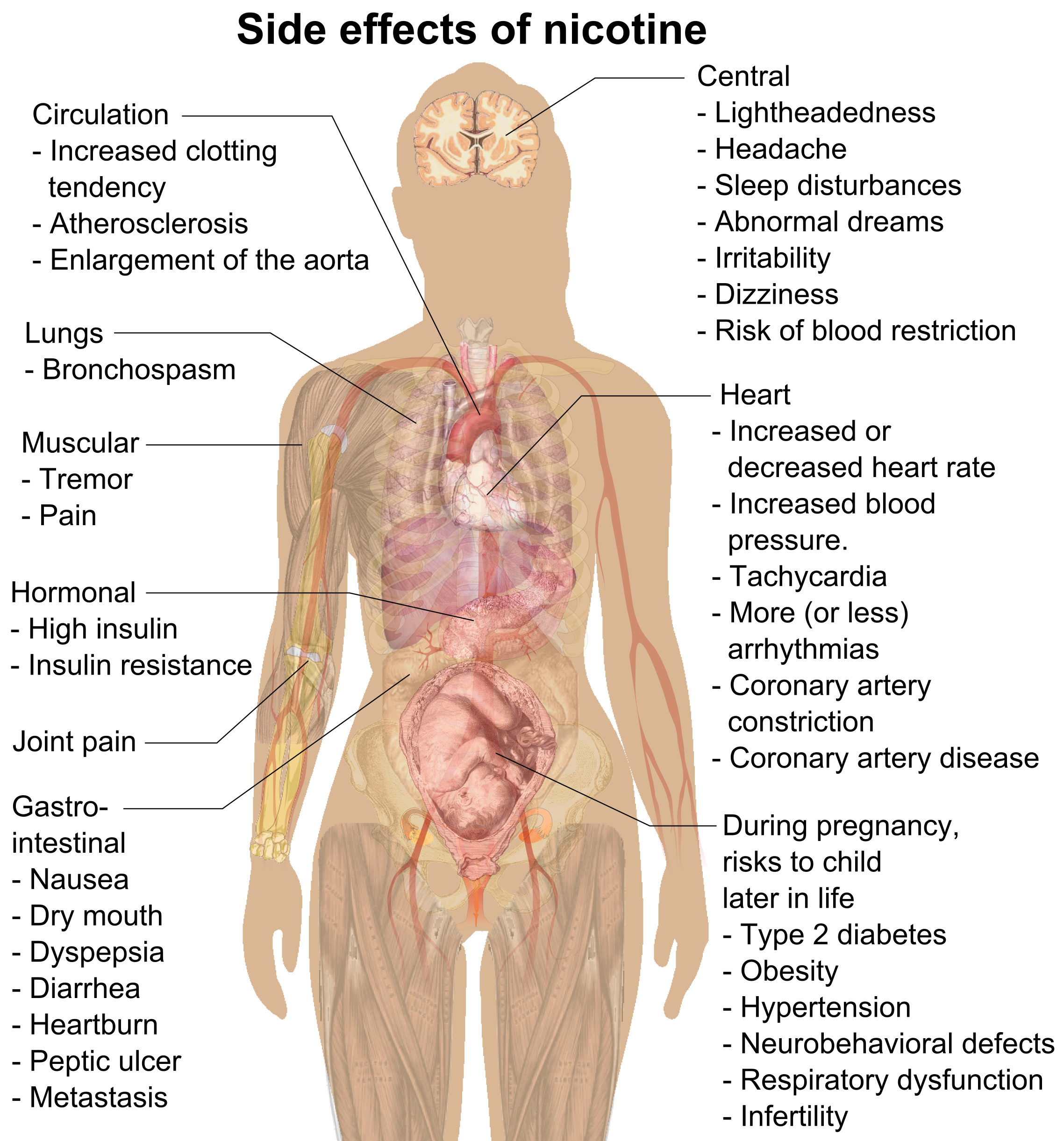
رسم تخطيطي يوضح الآثار الجانبية لاستهلاك النيكوتين.

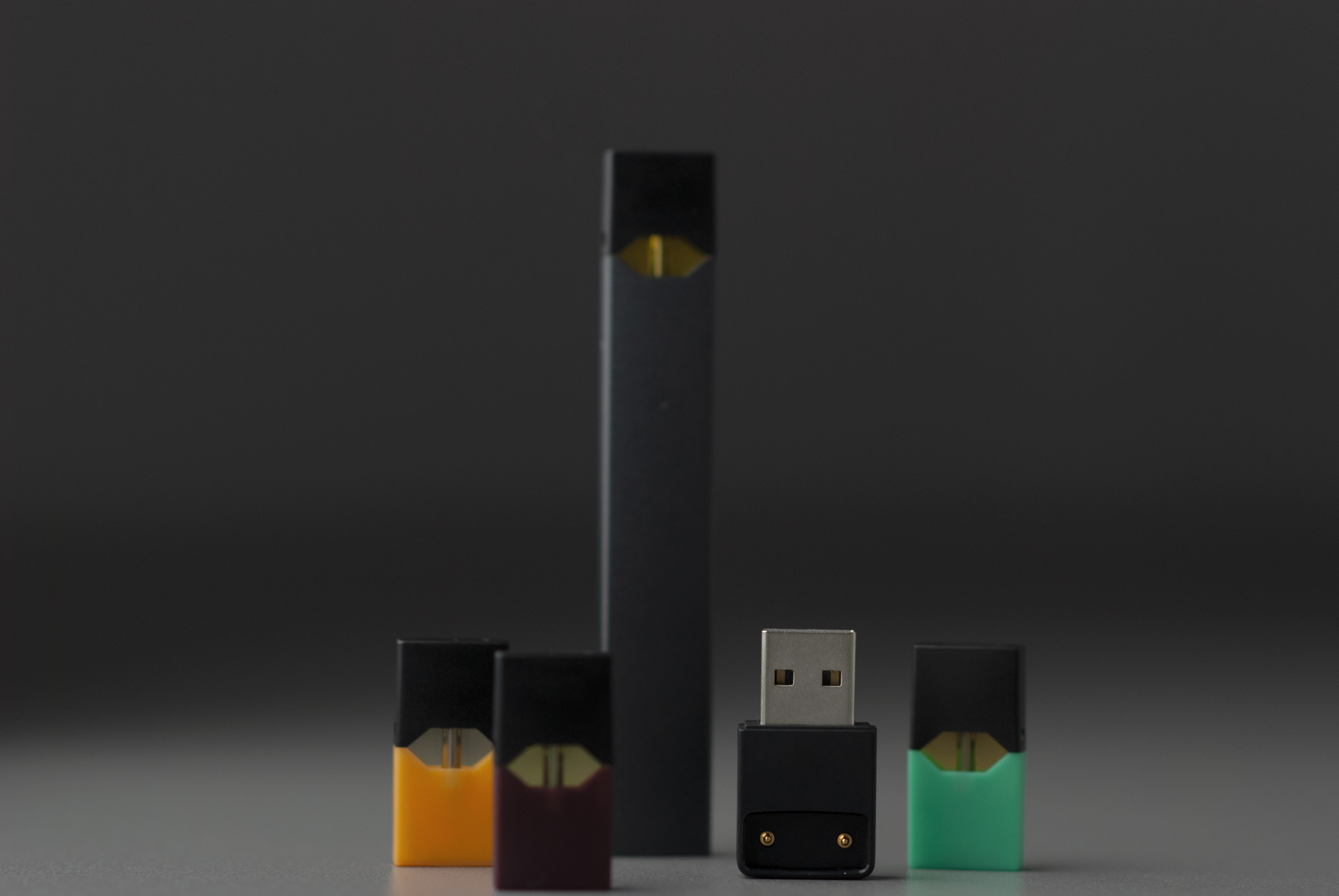
بخاخ أو مبخر النيكوتين من ماركة جول ("فيب")، يتم إنتاجه على طراز السجائر الإلكترونية الشائعة (السجائر الإلكترونية). تعتبر السجائر الإلكترونية والسجائر الإلكترونية أمثلة على المنتجات التي تحتوي على النيكوتين فقط.

وبرؤية أضعف من التأثيرات الصحية لتعاطي التبغ - رغم أنها لا تزال تقلق العديد من المختصين الطبيين - فإن تأثير المنتجات التي تحتوي على النيكوتين فقط على الصحة والمجتمع ككل، والغلبة الهائلة والنمو السريع لما تم اعتماده حديثًا نسبيًا للتكييف: أي المنتجات التي تحتوي على النيكوتين والتي لا تحتوي على التبغ، أي المنتجات غير التبغية التي تحتوي إما على النيكوتين المعزول من التبغ أو النيكوتين عديم التبغ. ( NTN ) (كما تختصره إدارة الغذاء والدواء الأمريكية). )، وتتكون بشكل رئيسي من المنتجات التي تحتوي على النيكوتين الاصطناعي.)
يتضمن هذا النوع من المنتجات بشكل أساسي منتجات النيكوتين التي تتكون من النيكوتين - عادة النيكوتين الحر، أو أملاح النيكوتين، أو نيكوتين بولاكريليكس - ممزوجة بمكونات أخرى، والتي قد تكون أو لا تكون ضارة بالصحة اعتمادًا على المكونات المحددة كسؤال يشمل طريقة تناولها.
على سبيل المثال، يحتوي محلول السجائر الإلكترونية (المعروف أيضًا باسم عصير الفيب، أو السائل الإلكتروني، أو زيت الفيب، أو العصير ببساطة) على مكونات ضارة بالصحة عند تدخينها (رذاذ واستنشاق) إلى جانب النيكوتين، مثل الفورمالديهايد. ومع ذلك، تشير الدراسات العلمية حاليًا إلى إمكانية أن تكون السجائر الإلكترونية على الأقل أكثر أمانًا من السجائر التقليدية (القابلة للاحتراق).
إن استخدام النيكوتين، سواء بدون التبغ أو مع تعاطي التبغ، ينتج عنه عدد من التأثيرات الفيزيولوجية. وتشمل هذه, على سبيل المثال لا الحصر: شكل من أشكال التسمم الابتهاجي المعروف عادةً بين المستخدمين المستجمين باسم طنين, طنين النيكوتين, أو طنين نيك ; تغيرات في ضغط الدم والدورة الدموية. وتغيرات حادة - أو مع الاستخدام المتكرر أو المزمن في الجهاز الهرموني والقلب والجهاز الهضمي والجهاز العصبي المركزي ؛ مع تأثيرات ضارة حادة تشمل الغثيان والدوار واضطرابات النوم وتسرع القلب والصداع.
إن مطهّرات النيكوتين الطبية الوحيدة التي تم الموافقة عليها على أنها آمنة في التدخل الطبي - المسمى الإقلاع عن النيكوتين - هي منتجات العلاج ببدائل النيكوتين NRT. تمت الموافقة على استعمال منتجات العلاج ببدائل النيكوتين لأول مرة في عام 1984، عندما تم طرحها في الولايات المتحدة.
كمقدمة أحدث للقائمة المتزايدة من المنتجات المرتبطة بالتبغ بشكل عام، فإن منتجات البديلة للنيكوتين هي نوع من منتجات النيكوتين فقط المطوّرة، والمخصصة للاستخدام الاستجمامي المحتمل، وليس للأغراض الطبية البحتة. (كما هو الحال مع منتجات NRT. )

## المستهلكة

### التبغ المدخن

#### السيجار

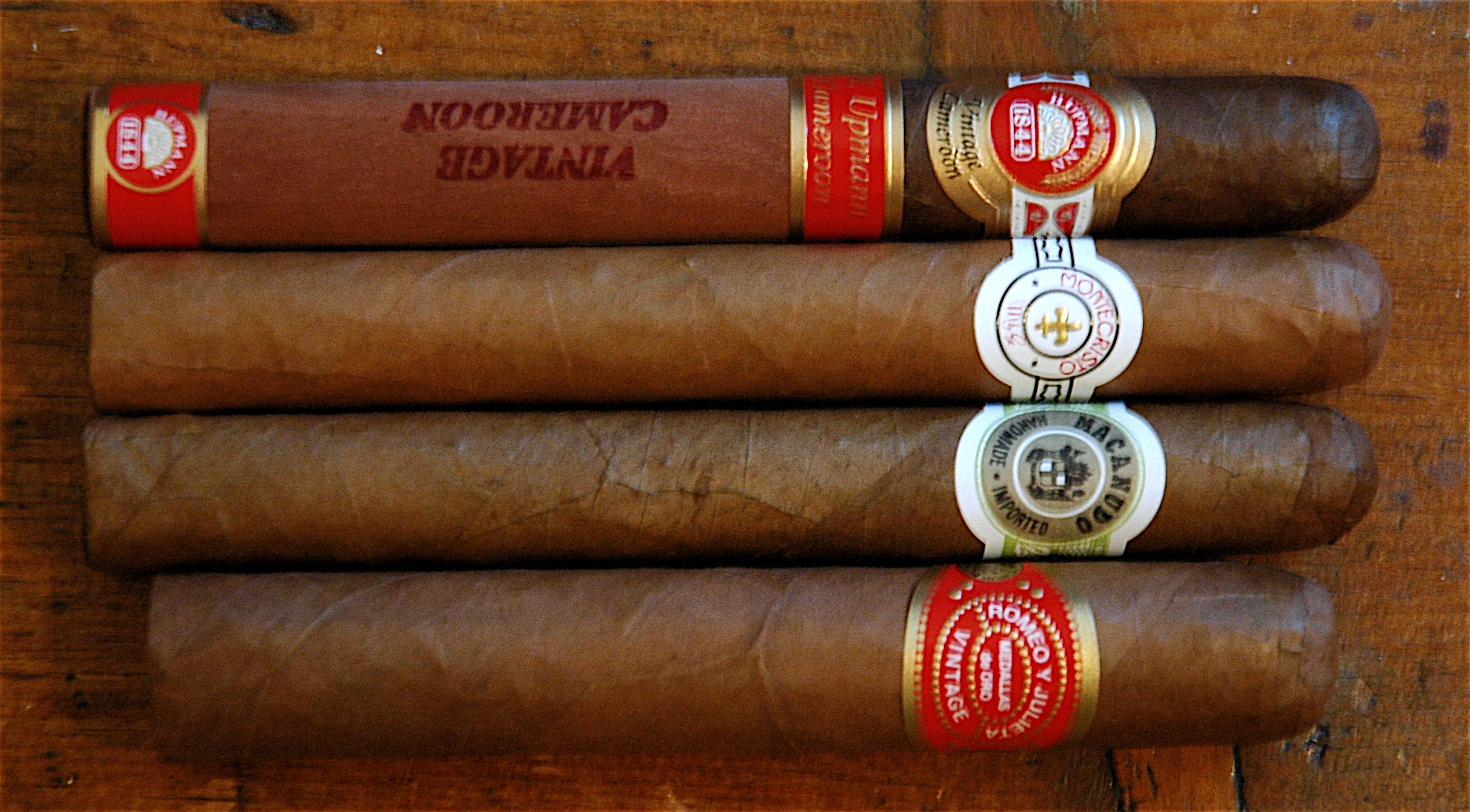
أنواع سيجار مختلفة.

السيجار عبارة عن حزمة ملفوفة بإحكام من التبغ المجفف والمخمر يتم إشعالها بحيث يمكن سحب دخانها إلى فم المدخن ونفخه. وبالتالي يتم "نفخ" السيجار بشكل عام (مثل غليون التبغ) بدلاً من استنشاقه (كما هو الحال مع السجائر). يعد السيجار أحد أقدم طرق تحضير التبغ للاستهلاك، حيث تم تقديم بعض السيجارات الأولى إلى الأوروبيين على شكل لفائف من التبغ يدخنها شعب تاينو في كوبا في القرن الخامس عشر.
هناك العديد من أنواع السيجار، والتي تختلف حسب حجمها وشكلها ولونها وتكوينها. ومع ذلك، فإن بعض المنتجات التي تم استحداثها من السيجار تختلف بشكل ملحوظ عن المنتج التقليدي. (السيجارييو، والبلانت، والسيجار الصغير، على سبيل المثال. قد تكون السجائر المثال الأبرز على هذا الانحراف، على الرغم من أنها تمثل، إلى حد ما، مجموعة خاصة بها.
إنّ التبغ المضاف إلى السيجار يشمل منافض السجائر، وأنابيب السيجار، وعلب السيجار ، وحاملات السيجار (المعروفة أيضًا باسم أبواق السيجار ، والتي تشبه حاملات السجائر )، وقاطعات السيجار (بما في ذلك مقص أو مقصات السيجار)، وعلب السيجار ، ومرطبات السيجار .

##### بلانتس
بلانتس عبارة عن أصناف خشنة قصيرة وواسعة إلى حد ما من السيجار. معظم، إن لم يكن الكل، "سيجار محلي" مصنوع آليًا من التبغ المتجانس أو المعاد تكوينه. وهي عادة ما تكون غير مكلفة، ومختمرة قليلاً فقط.

##### سيجارييوس

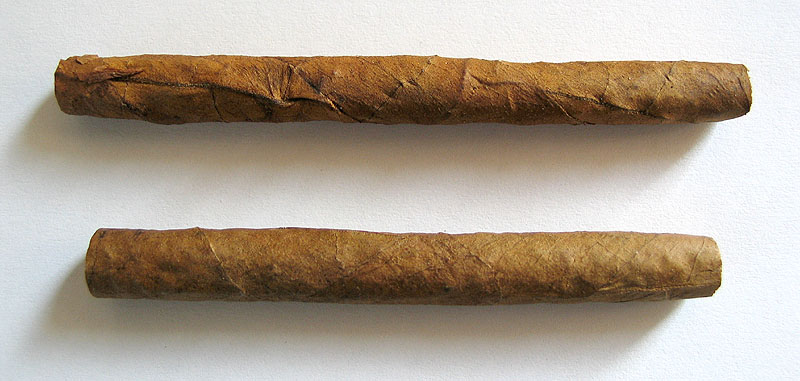
اثنتين من سجارييوس.

سيجارييوس هو سيجار طويل ورفيع، وهو أكبر إلى حد ما من السجائر العادية ولكنه أصغر من السيجار العادي. قد يتم تركيبها في حامل سيجارييو من أجل تدخينها، على الرغم من أنه يتم تدخينها في أغلب الأحيان بدون مثل هذا الأداة. يعد استخدام أداة القطع لتحضير السيجارييو أقل شيوعًا من السيجار الأكبر حجمًا، لأنه غالبًا ما يكون مفتوحًا من كلا الطرفين. قد يكون السيجارييو مصنوعًا آليًا، على الرغم من وجود العديد من الإصدارات المصنوعة يدويًا. غالبًا ما يتم إنتاج هذا الأخير من قبل الشركات المصنعة للسيجار المتميز. في يومنا الحالي أمريكا ، يمكن استخدام السيجارييو المصنوع آليًا كسيجار الماريجوانا بطريقة مشابهة للسيجار الكبير المصنوع آليًا.

##### السيجار الصغير
السيجار الصغير هو سيجار بنفس حجم السيجارة - غالبًا ما يحتوي على مرشح - ومع ذلك، فإنه لا يزال يحتفظ بصفته كسيجار لأنه ملفوف في ورقة التبغ، أو في كثير من الأحيان غلاف ورقي مصنوع من لب التبغ. التبغ المعاد تشكيله أو التبغ المتجانس. السيجار الصغير المنكه متوفر في السوق أيضًا. تتزايد شعبية السيجار الصغير المنكه طردًا بين مدخني السيجار. يقدِّم المصنعون مثل برايم تايم نسخة محفوظة 10 يونيو 2016 على موقع واي باك مشين. سيجارًا صغيرًا منكهًا منذ عام 1993.

#### لف السيجار الخاص بك
بدأ العديد من المصنعين في إنتاج أغلفة السيجار . تتكون أغلفة السيجار من ورق التبغ التي يمكن استخدامها لاحقًا مع مزيج التبغ لإنتاج سيجار ملفوف يدويًا.

#### السجائر

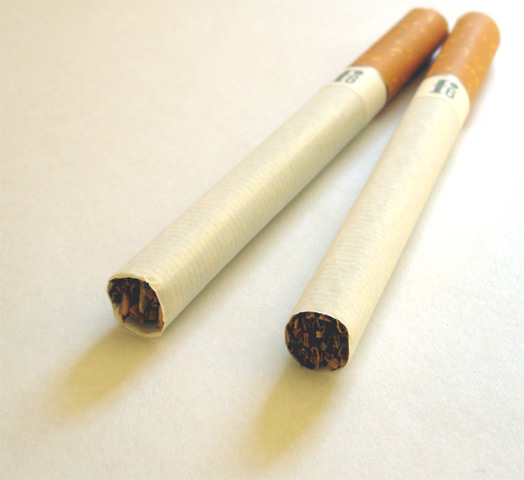
سيجارتان ألمانيتان غير مشتعلتين ومفلترتين.

السجائر هي منتج يتم استهلاكه عن طريق التدخين ويتم تصنيعه من أوراق التبغ المعالجة والمقطعة بدقة والتبغ المعاد تكوينه، وغالبًا ما يتم دمجه مع إضافات أخرى،[1] ثم يتم لفه أو حشوه في أسطوانة مغلفة بالورق (بشكل عام أقل من 120  مم بالطول و10 مم بالقطر).

##### بيديس

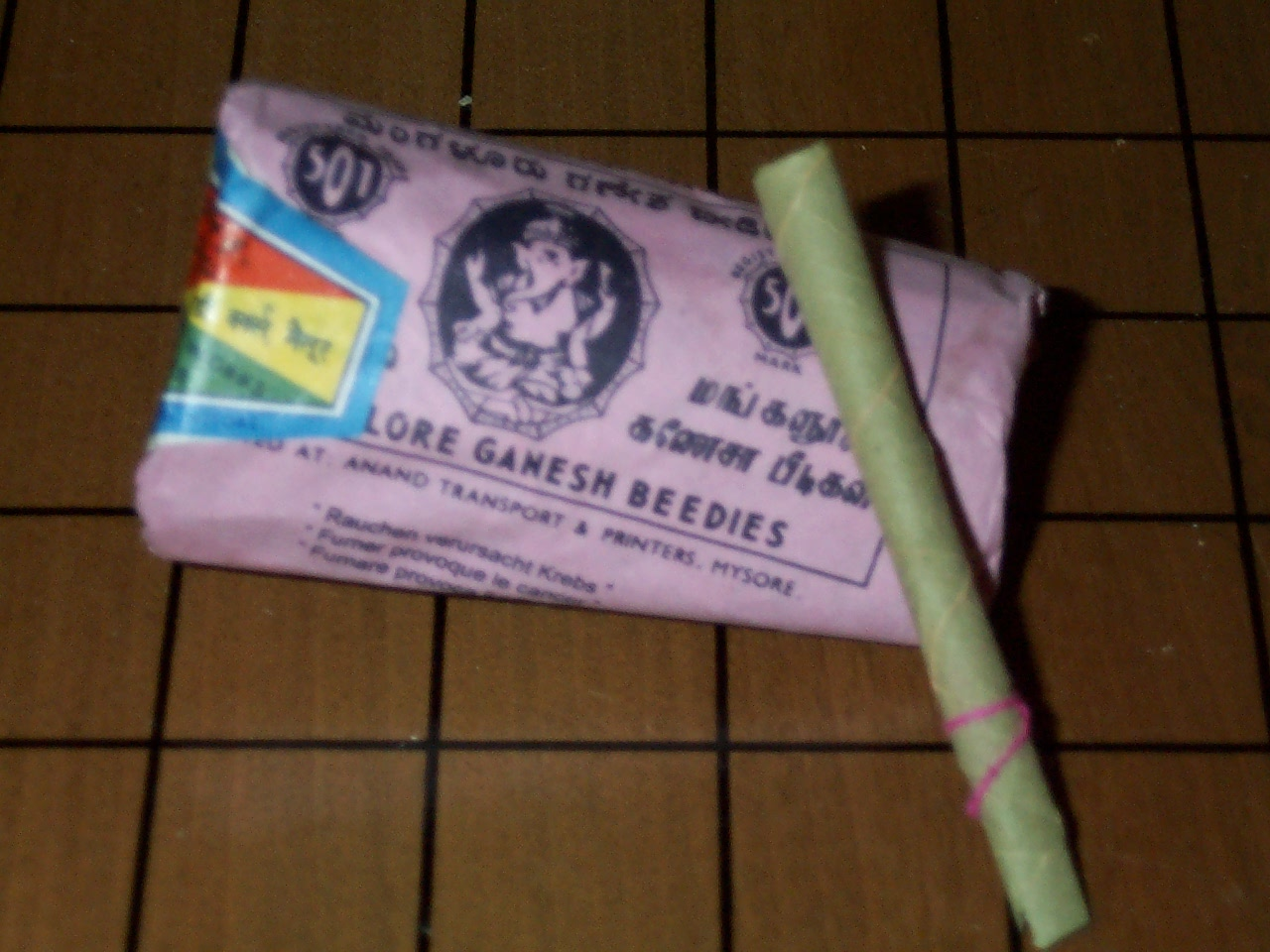
مانجالور غانيش العلامة التجارية بيديس.

البيديس أو البيدس (أيضًا البيريس) عبارة عن سيجارة أو سيجار مصغرتشبه أنابيب التبغ. وهي تشبه السجائر غير المفلترة، إلا أنها ملفوفة بأوراق الشجر - أوراق التيندو عادةً - بدلاً من الورق. أصلها من شبه القارة الهندية، حيث تشتهر بالتدخين.

##### كريتيكس
كريتيكس هي سجائر مصنوعة من مزيط جركبقد من التبغ والقرنفل و"الصلصة" المنكهة.

##### لفة بنفسك
تحظى السجائر الملفوفة يدويًا (RYO) بشعبية كبيرة خاصة في الدول الأوروبية. يتم تحضيرها من التبغ الحر وأوراق السجائر والمرشحات التي يتم شراؤها بشكل منفصل. عادة ما تكون أرخص بكثير في تصنيعها.

#### دوخا
الدوخة هو تبغ من أصل إيراني ممزوج بالأوراق وقشرة الشجر والأعشاب. يتم تدخينه تقليديًا في المدواخ .

#### كيزامي
كيزامي هو منتج تبغ أنتج في اليابان ومخصص للتدخين في غلايين كيسيرو اليابانية.

#### معسل

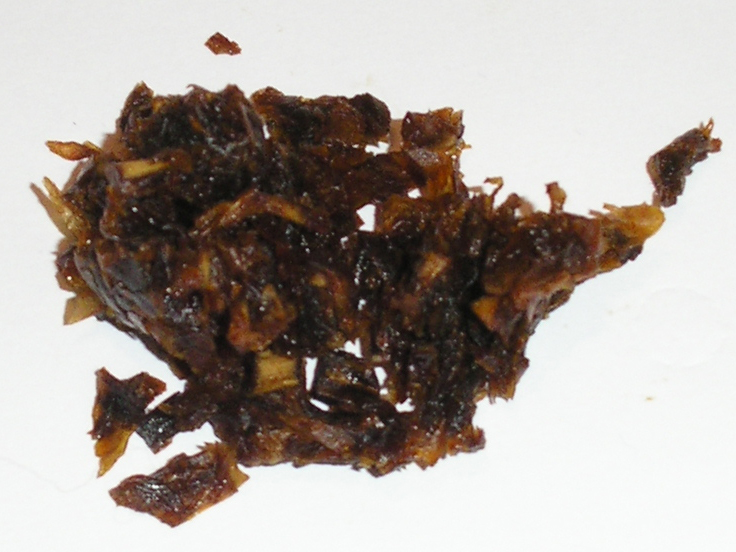
المعسل أو تبغ الشيشة.

المعسل، تبغ الشيشة، هوكا الشيشة، أو ببساطة الشيشة هو شكل رطب إلى حد ما من التبغ الممزوج بالجلسرين والمتخثر بدبس السكر أو المحليات اللزجة الأخرى وقد كان شائعًا في الشرق الأوسط لعدة قرون. غالبًا ما يتم تدخينه بالشيشة. تشمل أسمائها معسل ,(mu'assel بالحروف اللاتينية أيضًا)، وتمباك، وجوراك.

### التبغ عديم الدخان
منتجات التبغ عديم الدخان هي منتجات تحتوي على التبغ ولا تتطلب التدخين لاستخدامها أو استهلاكها. وبشكل أكثر تحديدًا، تشير عبارة التبغ عديم الدخان عادةً إلى مثل هذه المنتجات دون الإشارة إلى منتجات التبغ المُدخن ومنتجات النيكوتين فقط، بغض النظر عن حقيقة أن منتجات التبغ عديم الدخان ولا المنتجات التي تحتوي على النيكوتين فقط تتطلب من الشخص تدخين التبغ من أجل استخدامها.

#### جوتكا
جوتكا (مكتوبة أيضًا جوتكا، جوتكا، جوثكا) عبارة عن تحضير من جوز التنبول المسحوق والتبغ والمنكهات الحلوة أو المالحة. يتم تصنيعه في الهند ويتم تصديره إلى عدد قليل من البلدان الأخرى. وهو منشط خفيف، ويباع في جميع أنحاء الهند في عبوات صغيرة ذات حجممخصص للفردي. يتم استهلاكه مثل التبغ الممضوغ، ومثل التبغ الممضوغ فهو يعتبر مسؤولاً عن سرطان الفم وغيره من الآثار الصحية السلبية الشديدة.[بحاجة لمصدر]
يستخدمه الملايين من البالغين، ويتم تسويقه أيضًا للأطفال. بعض العبوات لا يشار إلى التبغ كمكون، وبعض العلامات التجارية يتم تقديمها على أنها حلوى ، وتتميز العلبة بوجوه أطفال والألوان الزاهية. بعضها بنكهة الشوكولاتة، والبعض الآخر يتم تسويقه على أنه معطرات التنفس.[بحاجة لمصدر]
إقميك هو منتج تبغ عديم الدخان في ألاسكا يستخدم مع رماد البانك. وهو الأكثر شيوعًا بين السكان الأصليين. النيكوتين ذو الأساس الحر مع رماد كاوي، وبالتالي فإن إقميك أكثر إدمانًا وفعالية من التبغ الممضوغ العادي.
نسوار هو نوع من التبغ عديم الدخان شائع في أفغانستان والدول المحيطة. وهو رطب ومسحوق، ويضاف إليه الليمون أو العرعر للنكهة.

#### سعوط كريمي

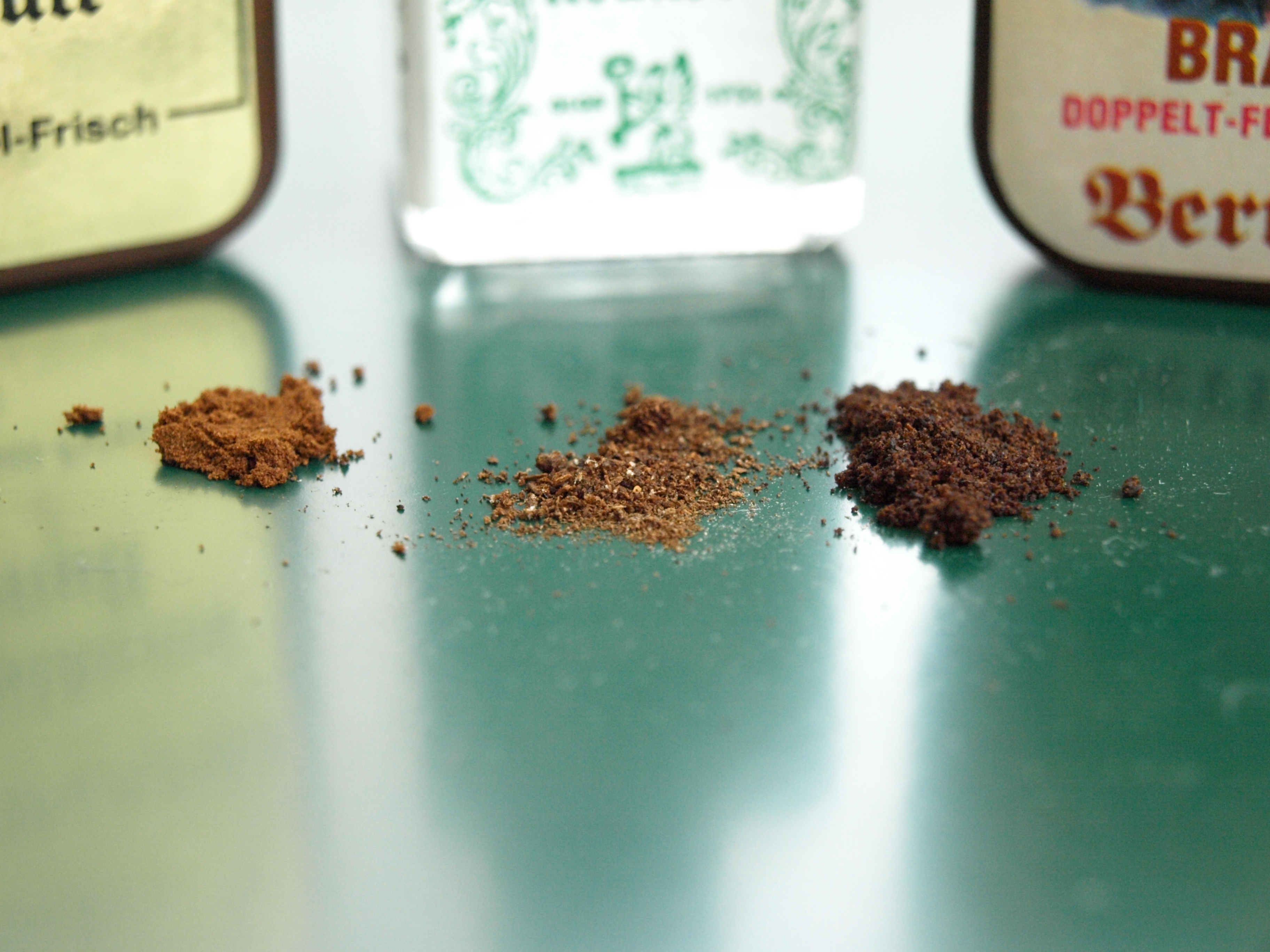
عدة أنواع وأشكال من العاطوس الأنفي، والمعروف باسم العاطوس الجاف.

العاطوس هو مصطلح عام يشير إلى منتجات التبغ عديم الدخان المطحون ناعمًا جدًا.
في الأصل، يشير مصطلح العاطوس على وجه التحديد إلى العاطوس الجاف ، والمعروف أيضًا باسم العاطوس الأنفي ، على الرغم من أن كلمة العاطوس اليوم، عند استخدامها لوحدها، قد تشير أيضًا إلى منتجات التبغ المسحوقة الأخرى مثل غمس التبغ العاطوس.
العاطوس مصطلح مشتق من اللغة الهولندية ، ومن المحتمل أنه من اللغة الهولندية الوسطى على وجه التحديد: في القرن السادس عشر، أشار الهولنديون، للمصطلحات "شم" و"عاطوس" مترادفين بشكل أساسي في ذلك الوقت، إلى عاطوس الأنف باسم عاطوس (بالهولندية: "شم" "أو "السعوط")، من عاطوس (بالهولندية: "الاستنشاق"، "الاستنشاق"، أو "السعوط"، "العاطوس")، الكلمة سنف اختصار لـ snuftabak (بالهولندية: "شم التبغ" أو "تبغ السعوط"، مشابه للألمانية schnupftabak ). (في الوقت الحاضر، في اللغة الهولندية الحديثة المعاصرة، أفسح مصطلح سنف المجال إلى حد كبير لـ snuif (بالهولندية: "sniff" أو "snort"، من snuiven (بالهولندية: "sniffing"، "to sniff"، والتي تُترجم أحيانًا باسم "snorting"، " to snort)))، واليوم يُترجم snuftabak في كثير من الأحيان إلى snuiftabak (بالهولندية: مضاءة . "sniff[ing] التبغ" أو "snort[ing] التبغ"، على الرغم من أنه عمليًا "snuff[ing] التبغ"). وبالمثل، في العالم الناطق باللغة الإنجليزية ، نادرًا ما يتم استخدام المصطلحين "السعوط" و"العاطوس" (سواء كأسماء أو أفعال ) للإشارة إلى فعل النفخ، أو الاستنشاق، أو الشخير بالمقارنة مع "الشم" و"الاستنشاق". على التوالى. ) ومن هنا جاء مصطلح "السعوط" من العاطوس و"تبغ السعوط" من سنف تاباك. 
العاطوس الأنفي عبارة عن غبار أو دقيق أو مسحوق ناعم من التبغ مخصص للنفخ الخفيف أو "الاستنشاق"، وهو شائع ومنتشر بشكل رئيسي في القرن الثامن عشر.  (لا يزال العاطوس الجاف يستخدم حتى اليوم، وإن كان بمعدل أقل بكثير من منتجات التبغ الأخرى الأكثر شعبية. )
يُعتقد أنّ أصلها يعود إلى الشعوب الأصلية في أمريكا الوسطى والجنوبية، وهي الشعوب المستوطنة في أراضي البرازيل الحديثة، وقد لاحظ أفراد فريق كريستوفر كولومبوس شعوب الكاريبي الأصلية وهم ينفخون مستحضرًا يشبه العاطوس من التبغ في أواخر القرن الخامس عشر .  بعد وقت قصير من وصوله إلى أوروبا، تم إنتاج العاطوس من قبل شركة احتكار التبغ الملكية الإسبانية في القرن السابع عشر،  وأصبح شائعًا لاحقًا في إنجلترا في نفس القرن. بحلول القرن الثامن عشر، انتشرت عادة استخدام العاطوس في معظم أنحاء العالم، على الرغم من أنه في القرن التاسع عشر، وخاصة القرن العشرين، أصبح السعوط الأنفي غير مستخدم إلى حد كبير. شهد القرن العشرين زيادة هائلة في شعبية السجائر باعتبارها النوع السائد والمفضل من منتجات التبغ، أولاً في العالم الغربي، ثم في وقت لاحق في معظم أنحاء العالم، ونتيجة لذلك أصبح كل من عاطوس الأنف ومنتجات التبغ الأخرى. أقل شعبية بكثير بين مستهلكي التبغ. زادت شعبية العاطوس الأنفي في القرن الحادي والعشرين، ولو بشكل هامشي فقط.

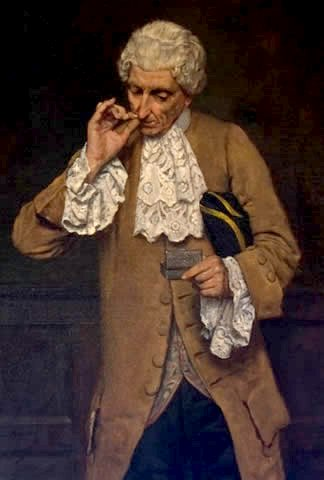
لوحة لرجل يأخذ رشة من سعوط الأنف.

- العاطوس على الطريقة الأمريكية (الجافة) - شكل من أشكال السعوط الأنفي نشأ في الولايات المتحدة، على الرغم من أنه يعتمد على التطوير المبكر للسعوط الأنفي على النمط الأوروبي، وهو مخصص إما للاستنشاق في فتحتي الأنف أو وضعه بين الشفة واللثة، وهذا الأخير طريقة تسمح باستخدام المنتج مثل التبغ الغموس . (المعروف أيضًا باسم العاطوس الرطب (الأمريكي). )
  - العاطوس الاسكتلندي - نمط خاص من السعوط الجاف الأمريكي يتم إنتاجه عن طريق حرق التبغ حتى يتم تجفيفه ومعالجته؛ ثم يتم استخدامه لإنتاج السعوط. مصطلح السعوط الاسكتلندي هو اشتقاق شعبي يشير إلى عملية الحرق هذه.
- العاطوس على الطراز الأوروبي (الجاف) - نمط من السعوط الجاف يُقصد به، بشكل حصري تقريبًا، أن يتم "استنشاقه" أو "استنشاقه" بشكل سطحي في الأنف، حيث يتم امتصاص النيكوتين من خلال الأغشية المخاطية في فتحتي الأنف. (لا يتم "استنشاق" السعوط بعمق (كما هو الحال في مسحوق الكوكايين ) لأن السعوط ليس المقصود منه أن يتجاوز الأنف، أي إلى الجيوب الأنفية أو الحلق أو الرئتين. ) يأتي السعوط الأنفي على الطراز الأوروبي بعدة أصناف:
  - عادي (المعروف أيضًا باسم السعوط الطبيعي ) – نوع من سعوط التبغ الأوروبي بدون إضافة نكهات.
  - الراب - مصطلح الراب يأتي من كلمة râpé الفرنسية ("المبشور")، والراب هو نوع من السعوط الخشن اللاذع المصنوع من التبغ الداكن
  - شمالزلر - نوع من العاطوس نشأ في البلدان الناطقة بالألمانية، شمالزلر هو schmalzler ("مزيت").
  - الخبز المحمص - نوع من السعوط جاف جدًا ومطحون جيدًا.

يتوافر العاطوس الأنفي على الطراز الأوروبي أيضًا في عدة نكهات أو روائح مختلفة، بما في ذلك ما يسمى بالصنف العلاجي (العاطوس الأنفي المصنوع من رائحة المنثول أو الكافور أو الأوكالبتوس). تشتمل أصناف الروائح الأخرى من العاطوس على الطراز الأوروبي على السعوط الغورماند - المعطر برائحة المواد الغذائية - وسعوط SP - والذي غالبًا ما يتميز بمزيج من البرغموت والحمضيات، بالإضافة إلى روائح الأزهار في بعض الأحيان - معنى الاختصار SP غير معروف.
- راب (يُنطق "hah-peh"؛ ويُترجم أيضًا حرفيًا Rapéh و hapé و hapéh ) - تحضير تقليدي للتبغ، وهو أوراق الماباتشو ( ن. روستيكا ): الشكل النموذجي للسعوط الأنفي الذي يستخدم عادةً في الطب الشاماني أو النشوي أو الطب العرقي. السياق من قبل بعض الشعوب الأصلية في حوض الأمازون. قد يكون مصطلح راب مرتبطًا اشتقاقيًا بكلمة رابي ، والتي تشير إلى النمط أو الشكل المحدد للسعوط الجاف الأوروبي المذكور أعلاه. قد ينشأ الالتباس من حقيقة أن مصطلح الراب يُستخدم في البلدان الأيبيروفونية ومن قبل المتحدثين باللغة الأيبيرية الرومانسية (تحديدًا البرتغالية والإسبانية ) للإشارة إلى سعوط الأنف بشكل عام، بدلاً من الشكل المحدد من عاطوس الأنف الذي ينتجه ويستخدمه السكان الأصليون. إلى منطقة حوض الأمازون.

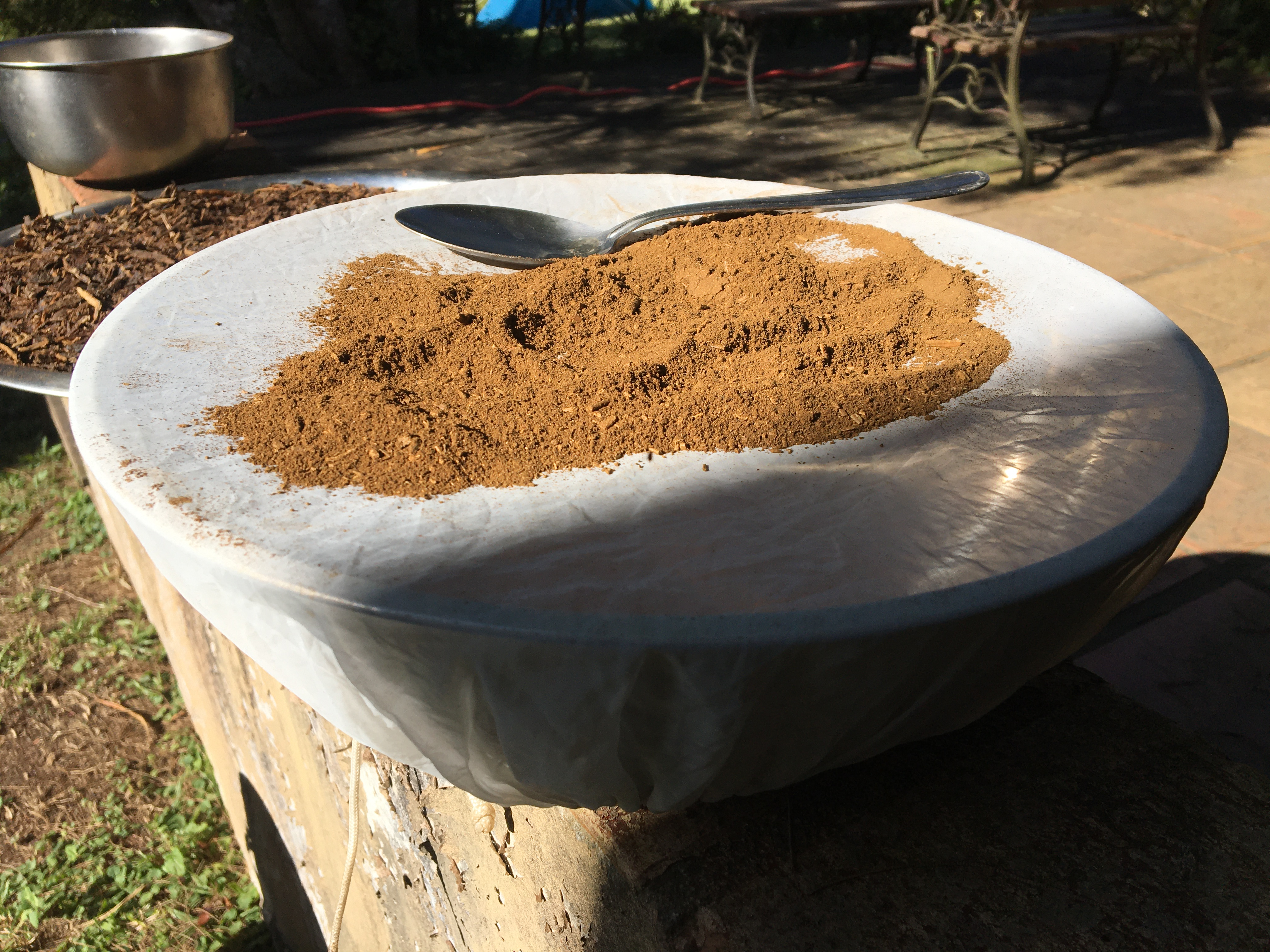
تحضير السعوط الأنفي التقليدي عن طريق الغربلة.

يأتي السعوط الأنفي في عدة أشكال، أو "مطحون"، اعتمادًا على طريقة طحن أوراق التبغ المستخدمة لإنتاج العاطوس: ناعم ( ذرات )، ومتوسط ناعم إلى متوسط ( ديمي جروس )، وخشن ( جروس ).
إنّ مستويات الرطوبة تختلف بين أصناف السعوط وماركته التجارية، وبين منتجات السعوط المحددة. تختلف ألوان العاطوس أيضًا من الأخضر إلى درجات مختلفة من اللون البني أو البني إلى الأسود أو شبه الأسود.
يُشار إلى أن الطراز الأوروبي للسعوط الأنفي نشأ في مدينة غريت هاروود بالمملكة المتحدة ، وقد تم طحنه بشكل علني في النصب التذكاري للمدينة قبل التوزيع المحلي والنقل شمالًا إلى اسكتلندا.
يتم إنتاج العاطوس الأوروبي (الجاف) بشكل رئيسي من خلال العلامات التجارية التالية: توك توباكو (المملكة المتحدة)، بيرناردس (ألمانيا)، فريبورغ وترير (المملكة المتحدة)، جاويث (المملكة المتحدة)، جاويث هوجارث (المملكة المتحدة)، هيدجز (المملكة المتحدة)، لوتزبيك (ألمانيا). )، ماكريستال (المملكة المتحدة)، بوشل (ألمانيا)، توك (المملكة المتحدة)، وويلسونز أوف شارو (المملكة المتحدة). 
بعض العلامات التجارية المعروفة للعاطوس الأمريكي (الجاف) هي كارهارتز سي سي , بيتش سويت ,و تيوب روز.
بشكل عام، يتم قرص جزء صغير من السعوط الجاف بين الأصابع (عادةً الإبهام والسبابة) أو يتم وضعه على معصم المستخدم ( صندوق السعطوس وط التشريحي )، حيث يتم شمه. تشمل الطرق الأخرى لأخذ السعوط استخدام جهاز يسمى رصاصة السعوط؛ "طريقة العربة الصندوقية" - والتي من خلالها يضع المستخدم السعوط على طرف الصورة المصغرة أثناء وضعه في إصبع السبابة الملتوي - والذي يسمح للمستخدم بأخذ كمية أكبر من السعوط؛ باستخدام قاذف السعوط. استنشاق السعوط مباشرة من ملعقة السعوط ؛ واستنشاق السعوط من خلال أنبوب خاص يسمى اةلشم.
يشمل التبغ المستخدم في السعوط الأنفي علبة السعوط، سواء كانت قابلة للإغلاق تمامًا (مثل زجاجات السعوط, علب السعوط وأبواق السعوط وأوعية السعوط وأنابيب السعوط (أسطوانات السعوط)) أو التي تحتوي على فتحة يمكن أخذ السعوط منها (مثل رصاصات السعوط) والقاذفات السعوط)؛ وغيرها من الأدوات اللازمة لزيادة أو تسهيل عملية استخدام السعوط والنظافة المحيطة به (مثل المناديل وأنابيب الشم (المشمومة) وملاعق السعوط).
في حين أن استخدام العاطوس الأنفي - أي الاستخدام المعتاد أو المتكرر - لا يؤدي عادةً إلى الإصابة بسرطان الرئة ، فمن المعروف أنه يرتبط بزيادة خطر الإصابة بسرطانات الجيوب الأنفية وتجويف الأنف، بالإضافة إلى سرطانات الأنف. البنكرياس والحلق والفم .   ومع ذلك، وجدت دراسة بحثية ألمانية أجريت عام 2012 حول عوامل الخطر لأورام الأنف الخبيثة بين الرجال الألمان أن تدخين السجائر من المحتمل أن يزيد من احتمالية الإصابة بسرطان الأنف أكثر من استخدام السعوط الأنفي.  بالإضافة إلى ذلك، وفقًا لرسالة كتبها إل إم رامستروم، مدير معهد دراسات التبغ في ستوكهولم ، ونشرت في مجلة طب الأسنان البريطانية ، وجد تحديث عام 2016 لدراسة عبء االمرض العالمي (GBD) أن نسب المخاطر (RRs) ) للإصابة بسرطان الفم والمريء بسبب استخدام التبغ الممضوغ كانت "أعلى بكثير" من تلك المرتبطة باستخدام العاطوس الأنفي؛ فيما يتعلق باستخدام العاطوس الأنفي والسعوط، ذكر الباحثون، من خلال تحديث عبء الأمراض العالمي ، "لم نجد دليلاً كافيًا على أن معدل السعوط الأنفي أكبر من واحد لأي مشكلة صحية." 
فيوبار، وهي علامة تجارية هندية للسعوط الأنفي يتم بيعها من خلال منفذ العاطوس عبر الإنترنت مستر سناف، تنتج بديلاً عشبيًا للسعوط الأنفي مملوءًا بالنيكوتين.
السعوط الرطب ، وهو منتج أمريكي الأصل، مرادف للتبغ المغموس أو الغمس .
سنوس هو نوع من التبغ عديم الدخان ، نشأ في السويد والدول الإسكندنافية الأخرى ويحظى بشعبية كبيرة. وهو يختلف عن السعوط الرطب أو التبغ الممضوغ من حيث أنه مصنوع من أوراق التبغ المعالجة بالبخار، بدلًا من أوراق التبغ المعالجة بالنار، وتختلف آثاره الصحية بشكل ملحوظ، حيث أظهرت الدراسات الوبائية انخفاض معدلات الإصابة بالسرطان والمشاكل الصحية الأخرى المرتبطة بالتبغ. من السجائر أو " التبغ الممضوغ " الأمريكي أو الغوتكا الهندي أو منتجات التبغ الأفريقية. العلامات التجارية السويدية البارزة هي سويديش ماتش ، جنرال، إيتان ، وتري أنكاري . في العديد من الدول الإسكندنافية، يأتي السنوس إما في شكل مسحوق سائب، ليتم ضغطه في كرة صغيرة (تُسمى "خبز" السنوس) يدويًا أو باستخدام أداة خاصة، أو في أكياس صغيرة (تُسمى على شكل "السنوس المقسم" ). كلاهما مناسب لوضعه تحت إحدى الشفاه، وغالبًا ما تكون العلوية. يعد السنوس المقسم على وجه الخصوص نوعًا شائعًا لأنه يمنع التبغ السائب من أن يعلق بين أسنان المستخدم؛ كما أنها تنتج بصاقًا أقل عند ملامستها للأغشية المخاطية داخل الفم مما يزيد من وقت استخدام منتج التبغ. ومع ذلك، فإن النوع السائب من التبغ الرطب يميل إلى إنتاج كمية أكبر من النيكوتين مقارنة بالشكل المجزأ.

#### أصناف التبغ
علكة التبغ ، مثل التبغ القابل للذوبان، تم طرحها حديثًا - نوع من العلكة التي، مثل علكة النيكوتين ، توفر النيكوتين من خلال امتصاصه عن طريق الفم. ومع ذلك، فإن الفرق بين علكة النيكوتين وعلكة التبغ هو أن علكة التبغ مصنوعة من مسحوق التبغ الناعم الممزوج بمكونات العلكة، بدلاً من النيكوتين الحر.

#### شم
السعوط الكريمي عبارة عن معجون تبغ يتكون من التبغ وزيت القرنفل والجلسرين والنعناع والمنثول والكافور، ويباع في أنبوب معجون الأسنان. يتم تسويقه بشكل رئيسي للنساء في الهند ، وهو معروف بالأسماء التجارية دينتوباك، تونا، جانيش. ومن المعروف محليًا باسم "مشري" في بعض أجزاء ولاية ماهاراشترا. وفقًا لصحيفة حقائق التبغ عديم الدخان لعام 2002 نسخة محفوظة 21 سبتمبر 2008 على موقع واي باك مشين. التي ترعاها المعاهد الوطنية للصحة الأمريكية. وتذكر صحيفة الحقائق نفسها أيضًا أنه "يستخدم غالبًا لتنظيف الأسنان". توصي الشركة المصنعة بترك المعجون في الفم قبل شطفه.

#### التبغ القابل للذوبان
التبغ القابل للذوبان هو مقدمة حديثة، ودخل الاستخدام حديثًا في النصف الأخير من العقد الأول من القرن الحادي والعشرين. يتكون المنتج من التبغ المعالج بدقة والذي تم تطويره بطريقة تسمح للمادة بالذوبان على اللسان أو في الفم. تبغ الجمل هو المورد الرئيسي لمنتجات التبغ القابلة للذوبان، مع ثلاثة أصناف، بما في ذلك الشرائط والعصي والكرات السماوية ، ومع ذلك فقد نجحت شركات مثل أريفا وستونوول أيضًا في مثل هذا التصنيع، وتسويق معينات التبغ المضغوطة.

#### التبغ القابل للمضغ

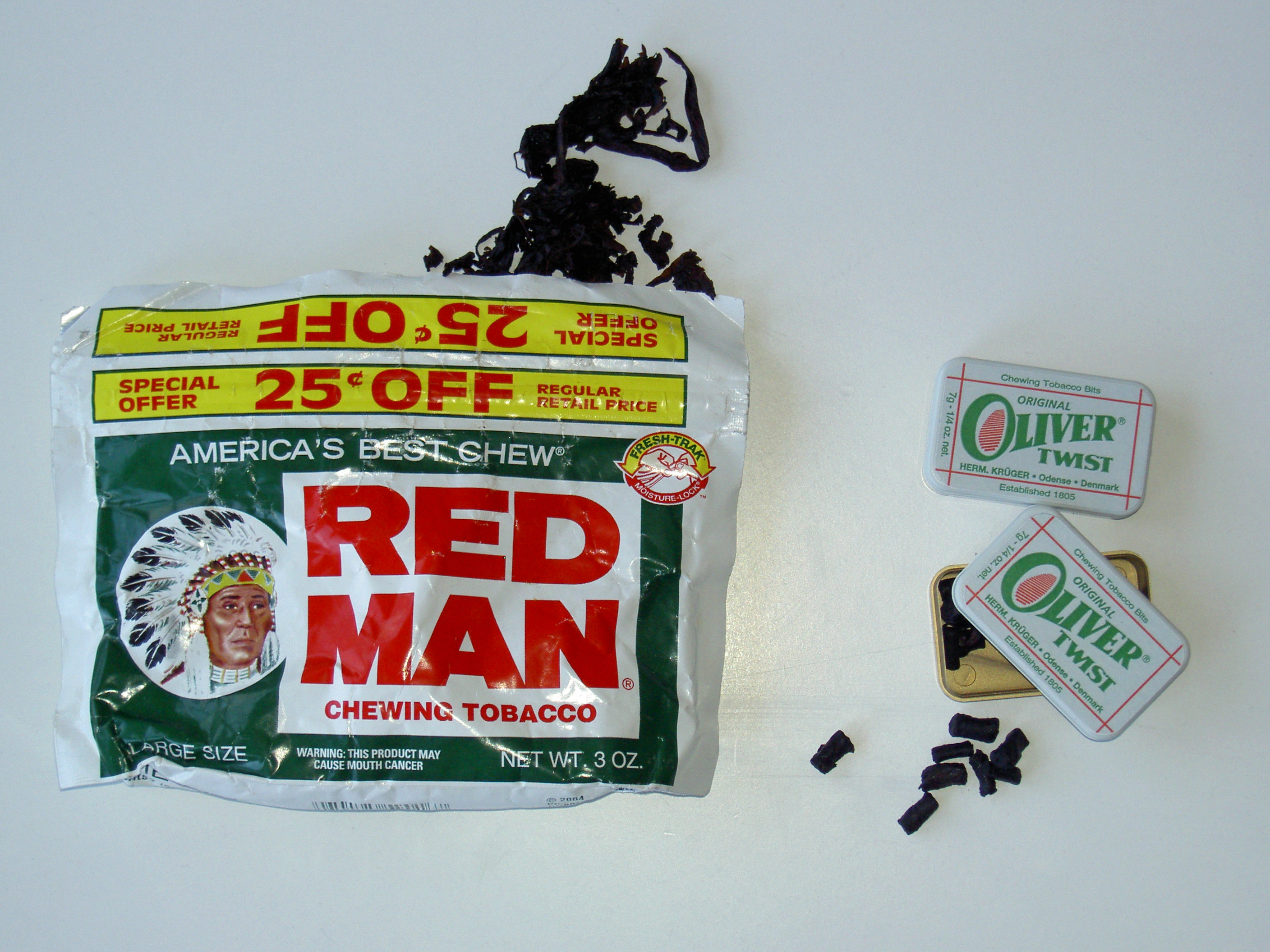
كيس من تبغ ريد مان السائب للمضغ وقطع/كريات تبغ أوليفر تويست.

يعد المضغ واحد من أقدم الطرق لتناول أوراق التبغ. كان الأمريكيون الأصليون في كل من أمريكا الشمالية والجنوبية يمضغون الأوراق الطازجة لنبات التبغ، والتي غالبًا ما كانت ممزوجة بالليمون .
يمكن تقسيم أنواع مضغ التبغ بشكل عام في العالم إلى أنواع من أصل غربي وأنواع من أصل شرقي، تسمى من شبه القارة الهندية .
- التبغ القابل للمضغ الغربي

يتم إنتاج التبغ القابل للمضغ على الطريقة الأمريكية الحديثة (المعروف بالعامية باسم المضغ أو المضغ ، خاصة في الجنوب الأمريكي والغرب الأوسط) من التبغ المُعالج والمخمر في كثير من الأحيان، وعادةً ما يتم ترطيبه وخلطه مع نوع ما من المُحليات. (في كثير من الأحيان دبس السكر . ) قد يكون التبغ المجدول استثناءً في هذه الحالة، حيث أن العديد من ماركات التبغ المجدول غير المحلاة.
عند استخدام التبغ القابل للمضغ - كأقل الأنواع الأخرى غير كريات التبغ - يقوم المستهلك عادة بوضع التبغ بين الخد والأسنان وينقع التبغ بخفة ويمتصه للسماح بتدفق عصائره. وبالتالي، عند المضغ، من الشائع البصق والتخلص من اللعاب الزائد الناتج عن إطلاق العصائر من التبغ ، مما يبرر وجود المبصقة .
إن شعبية التبغ الممضوغ على الطريقة الأمريكية والمبصقة المرتبطة به وصلت إلى ذروتها في الغرب الأوسط الأمريكي خلال أواخر القرن التاسع عشر؛ ومع ذلك، عندما أصبحت السجائر هي الشكل الأكثر شيوعًا لاستهلاك التبغ، أصبحت المبصقة تدريجيًا غير مستخدمة في جميع أنحاء الولايات المتحدة. في حين أن المبصقة غالبًا ما تكون نادرة في المجتمع الحديث، إلا أنه لا يزال من الممكن شراء أوراق التبغ الحرة من العديد من المتاجر الصغيرة أو من بائعي التبغ في جميع أنحاء الولايات المتحدة وكندا .
إنّ التبغ القابل للمضغ المتوطن في العالم الغربي يتم تصنيعه بعدة أشكال:
- - ورقة سائبة

ربما يكون التبغ القابل للمضغ ذو الأوراق السائبة، والمعروف أيضًا باسم الخردة ، هو الشكل المعاصر الأكثر شيوعًا لمضغ التبغ على الطريقة الأمريكية. وتتكون من شرائح مقطوعة أو ممزقة من أوراق التبغ، وعادة ما تباع في أكياس مغلقة أو أكياس مبطنة بورق الألمنيوم. في كثير من الأحيان، قد يكون لمضغ الأوراق السائبة المحلاة ملمس لزج. (على الرغم من وجود أيضًا أوراق مضغ سائبة غير منكهة أو "طبيعية". ومع ذلك، هذه أقل شيوعا بكثير. ) تشمل العلامات التجارية الشهيرة والحديثة للخردة المباعة في أمريكا الشمالية أميركاز بيست تشيو ، وليفي غاريت ، وجاكسونز آبل (التي صنعتها شركة سويشر انترناشونال )، وبييتش -نت (التي صنعتها سابقًا شركة لوريلارد ؛ والآن رينولدز أميركان )، و ستوكرز.
- - الكريات

تتكون الكريات أو القطع من التبغ الملفوف في كريات صغيرة. غالبًا ما يتم تعبئتها في علب محمولة. تُستخدم كريات التبغ بنفس طريقة استخدام التبغ الرطب ، حيث يتم وضعها بين الشفة واللثة، وعادةً ما يكون البصق غير ضروري. يُقترح أن يقوم المستخدم بمضغ الكريات بشكل دوري بشكل خفيف من أجل إطلاق المزيد من العصير والنكهة و/أو النيكوتين . يتم إنتاج قطع التبغ بشكل حصري تقريبًا تحت العلامات التجارية الأوروبية الشمالية أوليفر تويست وبيكانيل براندز. وبالتالي، فهي - مثل السنوس - هي السائدة في المنطقة الاسكندنافية .
- - أقراص

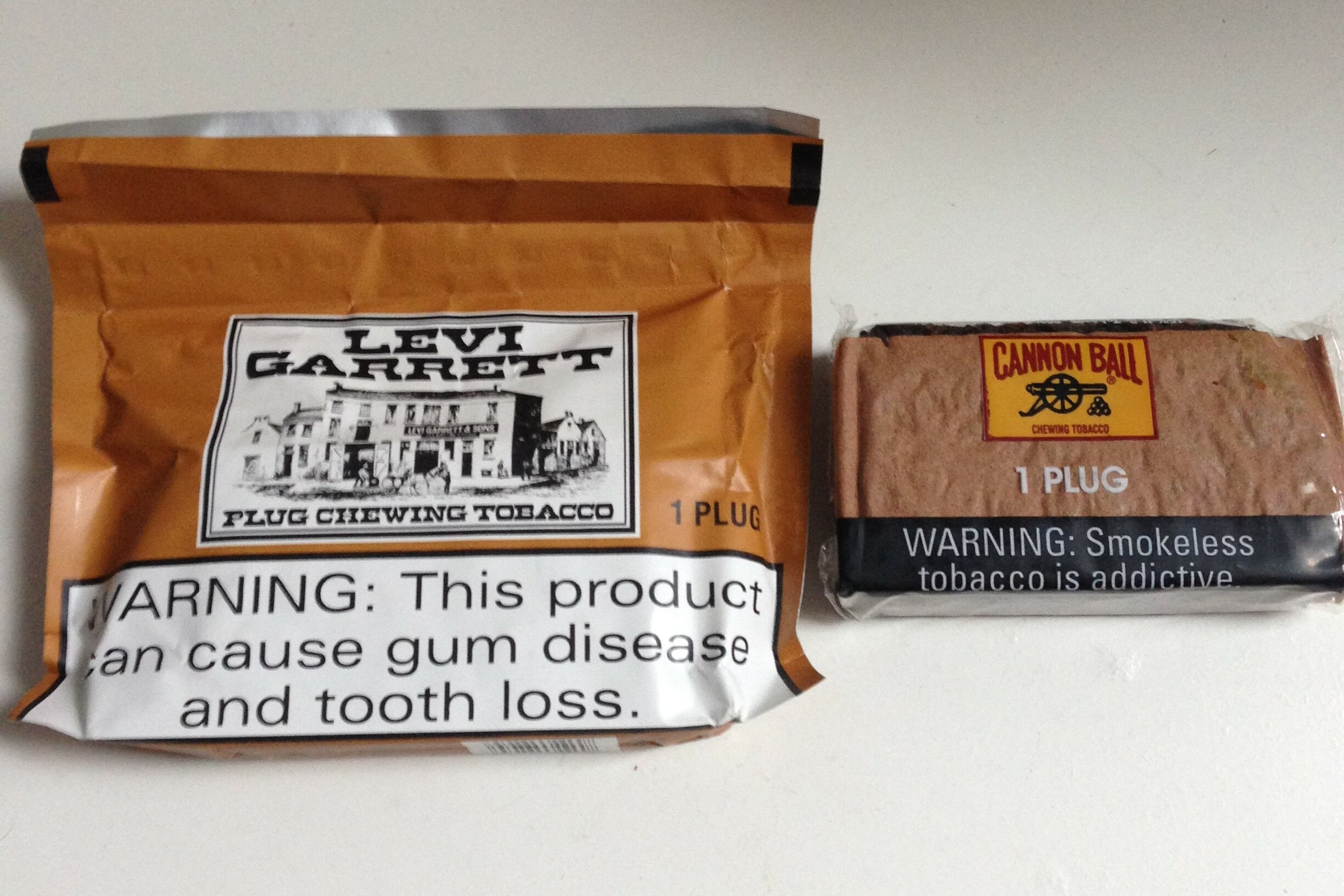
العلامات التجارية ليفي جاريت و كانون بول للتبغ القابل للمضغ.

يتكون التبغ القرصي من أوراق التبغ التي تم ضغطها معًا وربطها ببعض أنواع المُحليات، مما ينتج عنه كتلة تبغ مربعة وكثيفة. (يقارن البعض مظهر قرص التبغ بالكعكة أو المعجنات المشابهة. ) يمكن للمرء بعد ذلك أن يعض مباشرة من الكتلة أو يقطع التبغ إلى أجزاء. قد يتم مضغ بعض أنواع المكونات أو تدخينها في غليون التبغ ، وبعضها يقتصر على طريقة واحدة للاستهلاك أو أخرى.
كان التبغ القرصي منتجًا أكثر شيوعًا، وكان متاحًا للعديد من المستهلكين الأمريكيين خلال القرن التاسع عشر. هناك شركتان من شركات التبغ التي قامت بتصنيع المكونات تاريخياً هما ليجت لوريلارد. (كانت الأخيرة معروفة بعلامتها التجارية كليماكس من المكونات. )
تشتمل العلامات التجارية الحديثة لسدادات المضغ على عبوات "ريفية" وبسيطة، كما هو الحال مع المقابس الشائعة مثل آبل سن كورد، وبراونز مول، وكانون بول، كب، وديز وورك ,و ديز أوو ورك. بعض العلامات التجارية الشهيرة لمضغ أوراق التبغ السائبة، مثل أميركاز بيست تشيو وليفي جاريت، لديها إصداراتها الخاصة من قابس التبغ أيضًا.
- - الأعواد

أعواد التبغ الممضوغ هي عبارة عن لفات أو "أعواد" من التبغ القابل للمضغ، والمربوطة بإحكام، وتباع عادة في أكياس.
وتشمل العلامات التجارية الألمانية جريم وتريبل ولا كورونا البرازيلية.
- - الجدلة

يتكون التبغ المجدول أو الحبلي من خيوط التبغ الشبيهة بالحبال والتي تم لفها معًا ومعالجتها في هذا الوضع، ثم يتم قطعها بعد ذلك. قد يتم مضغ بعض أنواع اللفائف أو تدخينها في غليون التبغ، وبعضها يقتصر على طريقة أو أخرى.
على عكس الأنواع الأخرى من التبغ القابل للمضغ , لا يكون التبغ المجدول دائمًا منتجًا محلى، وقد يكون خاليًا من دبس السكر.
يعود أصل الأنواع الأخرى من التبغ القابل للمضغ إلى أجزاء مختلفة من الهند والمناطق المحيطة بها:
- تبغ المضغ الهندي

- - جوتكا

جوتكا (أيضًا جوتكا مترجم صوتيًا) هو منتج تبغ قابل للمضغ شائع في الهند والمناطق المحيطة بها.
وهو عبارة عن خليط من جوز التنبول ، والتبغ، وشمع البارافين ، والكاتشو ، هيدروكسيد الكالسيوم .
إنه مشابه للمافا.
- - مافا

مافا (أيضًا ماوا ) هو منتج تبغ قابل للمضغ شائع في ولاية غوجارات ، الهند، مصنوع من خليط من جوز التنبول وكربونات الكالسيوم والتبغ المنكه. ومن المعروف أيضا فاكي أو ماسالا .
إنه مشابه للغوتخا .
- - تامباكو بان

تامباكو بان هو نوع من البان مع التبغ. يحتوي على العديد من نفس المكونات مثل الجوتكا.

#### التبغ المغموس

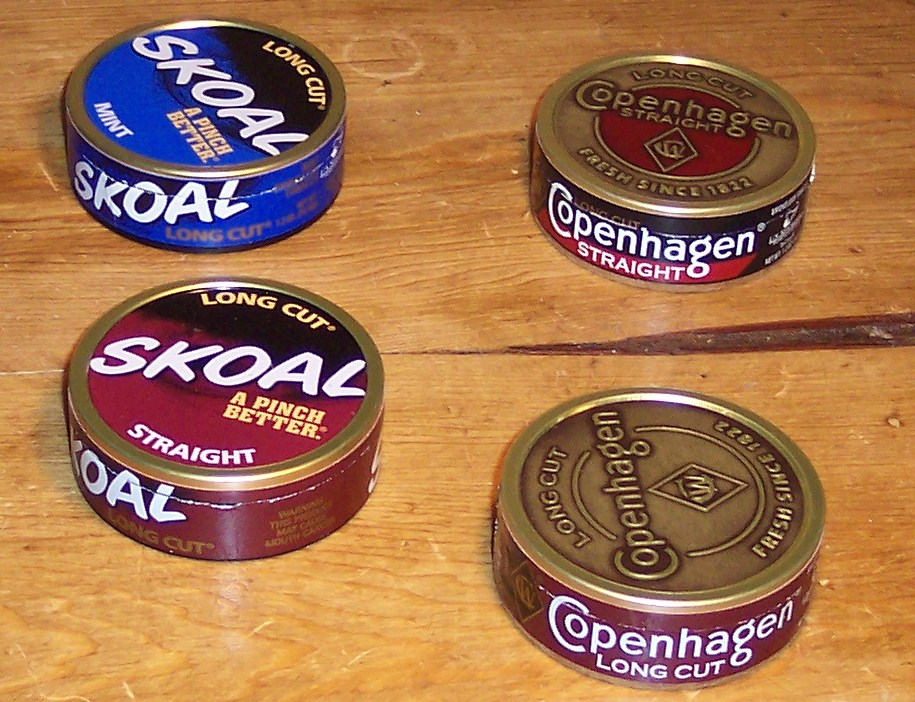
أربع علب (أو علب) من التبغ المغمس/السعوط الرطب.

التبغ المغمس ، المعروف أيضًا باسم الغمس ، السعوط الرطب (أو ببساطة العاطوس )، السعوط الرطب الأمريكي ، أو تبغ البصق ، هو شكل من أشكال التبغ الذي لا يدخن . يُطلق على الغمس أحيانًا اسم المضغ أو المضغ ؛ ولهذا السبب، يتم الخلط بينه وبين مضغ التبغ . لأنه يطلق عليه أحيانًا العاطوس أو السعوط الرطب ، فمن الممكن أيضًا الخلط بينه وبين السعوط الأنفي أو الجاف.
بدلًا من مضغ التبغ المغمس حرفيًا، كما هو الحال مع التبغ القابل للمضغ، يتم "قرص" كتلة صغيرة من التبغ المغمس من عبوته ووضعها بين الشفة السفلية أو العلوية واللثة. في حين أنه من الشائع وضع التبغ بين الشفة السفلية واللثة، فإن استخدام الشفة العليا لهذا الغرض - بطريقة أكثر شيوعًا في السنوس - يُعرف باسم "الطابق العلوي".
في العصر الحديث، عادة ما يتم تعبئة التبغ المغمس في علب معدنية أو بلاستيكية، وأحيانًا مع إضافة لوح ليفي. يتم تعبئة بعض العلامات التجارية في "أحواض" أو علب أعمق محمولة باليد.
التبغ المغمس يأتي في عدة أصناف. يقوم العديد من منتجي التبغ المغمس أيضًا بتصنيع أكياس من التبغ المغمس، مما يجعل هذه العادة أنظف وأكثر ملاءمة. فيما يلي أحجام القطع القياسية، ولكن قد تختلف بعض العلامات التجارية في الحجم.
أحجام القطع:
- قطع طويلة جدًا

- قطع عريضة

تحتوي القطع العريضة على خيوط أكثر سمكًا من جميع قطع التبغ المغمس الأخرى. حاليًا، يتم تصنيع القطع العريض فقط بواسطة جريزلي.
- قطع طويلة

تعتبر القطع الطويلة أسهل في التعامل معها من القطع الدقيقة (غمس حبيبات أصغر حجمًا - فيما يتعلق بسهولة الإمساك بالتبغ وإبقائه في الفم بشكل مريح). هذا هو النوع الأكثر شيوعًا من التبغ.
- قطع متوسطة

يمكن مقارنة التبغ المغمس متوسط الحجم بالحبيبات الصغيرة بحوالي 1 ملم مكعب . كان هناك عدد من التخفيضات المتوسطة في سوق التبغ عديم الدخان ولكن تم إيقافها منذ ذلك الحين.
- قطع ناعمة

تأتي القطع الناعمة على شكل حبيبات أكبر قليلاً من الرمل أو القهوة المطحونة.
- العاطوس

العاطوس أو السعوط الرطب ببساطة يشبه الغبار أو الرمل من حيث الحجم الحبيبي. قطع صغيرة للغاية.
- الأكياس

تحتوي الأكياس على قطع التبغ الدقيقة في كيس صغير يشبه كيس الشاي لتوفير الراحة. عادة ما تكون الأكياس بنفس الحجم تقريبًا، لكن إحدى العلامات التجارية، سكول، تقدم أيضًا حقيبة أصغر تسمى بانديتس.

### منتجات التبغ المسخنة

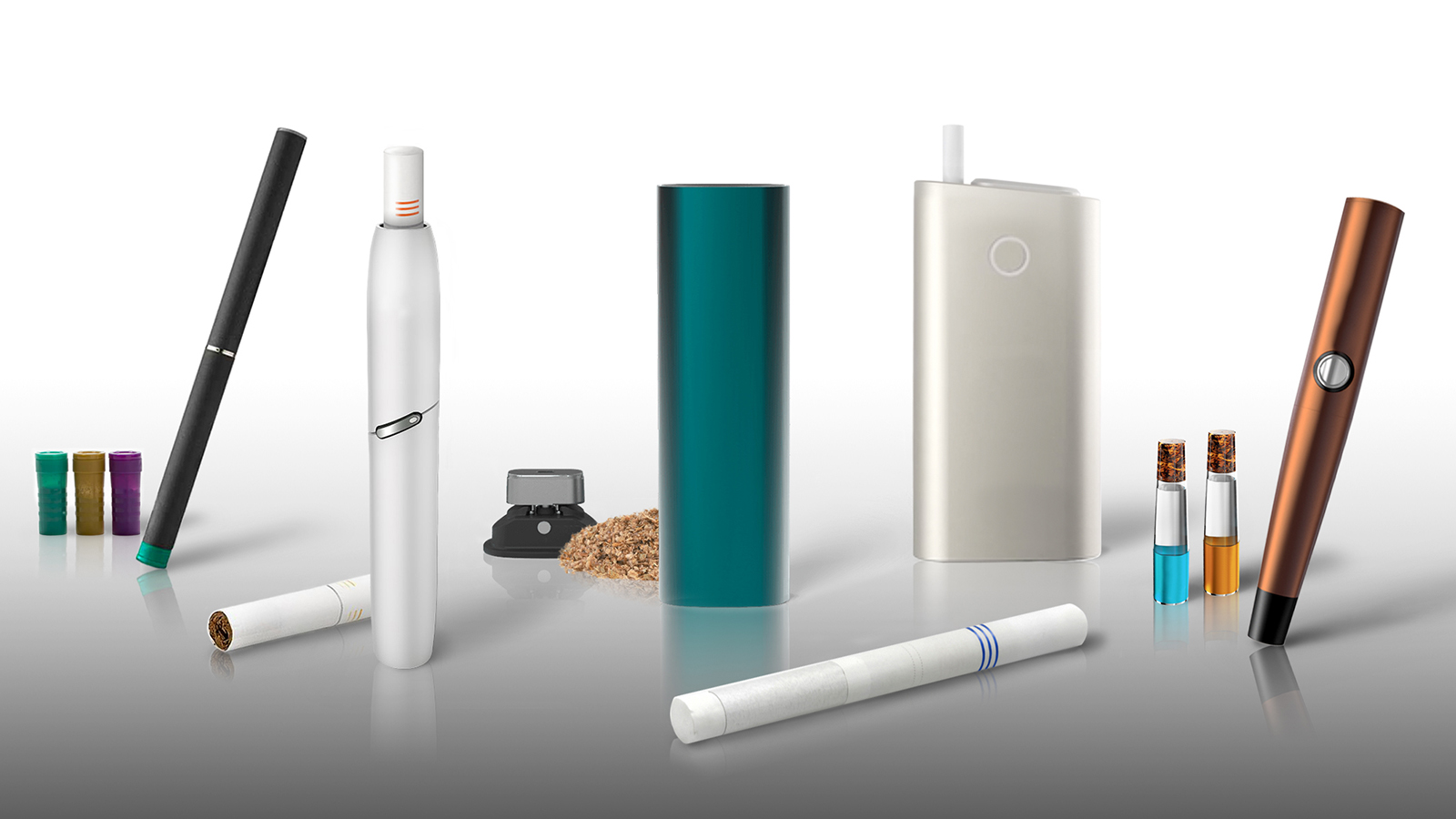
منتجات التبغ المسخنة المختلفة إلى جانب عناصر التسخين و/أو الشحن الخاصة بها.

### المنتجات التي تحتوي على النيكوتين فقط
المنتجات التي تحتوي على النيكوتين فقط هي، مثل منتجاتHTPs، مجموعة من منتجات التبغ، والتي، باستثناء حالة منتجات العلاج ببدائل النيكوتين (NRT)، لم يتم تطويرها إلا مؤخرًا إلى حد ما. تتكون المنتجات التي تحتوي على النيكوتين فقط من النيكوتين بدون التبغ، سواء كان النيكوتين الموجود في المنتج مستخرجًا من نباتات التبغ أو تم تصنيعه. وهي تشمل السائل الإلكتروني المحتوي على النيكوتين — الذي يتم استنشاقه في السجائر الإلكترونية أو " الفيب " — أكياس النيكوتين ومنتجات العلاج ببدائل النيكوتين - تلك المستخدمة لتحقيق الإقلاع عن النيكوتين أو الإقلاع عن التبغ - مثل علكة النيكوتين الصيدلانية، وأقراص استحلاب النيكوتين ، ولصقات النيكوتين ، و أجهزة استنشاق النيكوتين . يشير مصطلح منتجات النيكوتين البديلة على وجه التحديد إلى تلك المنتجات التي تحتوي على النيكوتين فقط والتي، على عكس منتجات النيكوتين، تم تطويرها للاستخدام الاستجمامي، وليس للاستخدام الطبي البحت: وتشمل هذه السوائل الإلكترونية وأكياس النيكوتين المذكورة أعلاه، بالإضافة إلى المنتجات التي يمكن التخلص منها أو قبل استخدامها. مبخرات النيكوتين المملوءة وأعواد الأسنان بالنيكوتين.

## غير القابل للإستهلاك

### ماء التبغ
ماء التبغ هو مبيد حشري عضوي تقليدي يستخدم في البستنة المنزلية. يمكن استخدام غبار التبغ بالمثل. ويتم إنتاجه عن طريق الغلي الشديد للتبغ في الماء، أو عن طريق نقع التبغ في الماء لفترة أطول. وعندما يبرد يمكن رش الخليط أو دهانه على أوراق نباتات الحديقة، حيث يصبح مميتًا للحشرات.
يقوم صيادو سمك أنجوليرو الباسكيون بقتل ثعابين البحر الغير مكتملة (سمك الإنقليس) في منقوع أوراق التبغ قبل غليها قليلًا في المياه المالحة لنقلها إلى السوق مثل أنجولا ، وهو طعام موسمي شهي. 

### معجون التبغ الموضعي
يُنصح أحيانًا بمعجون التبغ الموضعي كعلاج للسعات الدبابير والدبابير والنمل الناري والعقرب والنحل .  يتم هرس كمية تعادل محتويات السيجارة في كوب مع حوالي 0.5 إلى 1 ملعقة صغيرة من الماء لتحضير عجينة يتم تطبيقها بعد ذلك على المنطقة المصابة. يبلغ قطر المعجون من 4 إلى 5 سـم (1.5 إلى 2 بوصة) وقد تحتاج إلى ترطيبها إذا كان الطقس جاف. إذا تم تطبيقه بسرعة، فعادةً يتم حدوث شفاء كامل خلال 20 إلى 30 دقيقة، وفي هذه المرحلة يمكن إزالة المعجون. في اليوم التالي، قد يكون هناك بعض الحكة المتبقية، بدون أي تورم أو احمرار تقريبًا. وحتى الآن لا يبدو أنه يوجد دليل علمي على أن هذا العلاج المنزلي الشائع يعمل على تخفيف الألم.  بالنسبة لحوالي 2% من الأشخاص،فإن ردود الفعل التحسسية قد تكون مهددة للحياة وتتطلب علاجًا طارئًا. لمزيد من المعلومات، انظر لسعات النحل .

## أنظر أيضا
- صناعة التبغ
- أنواع التبغ
- علاج التبغ
- قطع قطع (التبغ)
- التدخين
- سيجارة عشبية